# 克罗地亚问题
克罗地亚问题指的是奥匈帝国、南斯拉夫王国、南斯拉夫社会主义联邦共和国以及波斯尼亚和黑塞哥维那境内各方圍繞克羅埃西亞人的政治、文化、社会以及经济而引起的一系列爭執。
1939年，茨维特科维奇-马切克协议签订，克羅地亞省成立，克罗地亚人向着地方自治的目标迈出了第一步。这个自治省份一直存续至二战期间，于1941年南斯拉夫遭德国入侵（南斯拉夫戰役）后終結，当年4月10日，纳粹德国的傀儡政权克羅埃西亞獨立國成立。
二战后克羅地亞又成為南斯拉夫社会主义联邦共和国的一部分（克羅地亞社會主義共和國）。1991年6月25日，克羅地亞社會主義共和國消亡，独立的克罗地亚共和国成立，克罗地亚国族问题基本得到解决。